# Мона заморац
Мона заморац (лат. Cercopithecus mona) је врста примата (Primates) из породице мајмуна Старог света (Cercopithecidae). 

## Распрострањење
Ареал врсте покрива средњи број држава. 
Присутна је у следећим државама: Камерун, Гана, Гренада (врста вештачки уведена), Свети Китс и Невис (уведена), Сао Томе и Принсипе (уведена), Нигерија, Бенин и Того.

## Станиште
Станишта врсте су шуме, саване и речни екосистеми. 

## Угроженост
Ова врста је наведена као последња брига, јер има широко распрострањење и честа је врста.